# Torre de Liberton

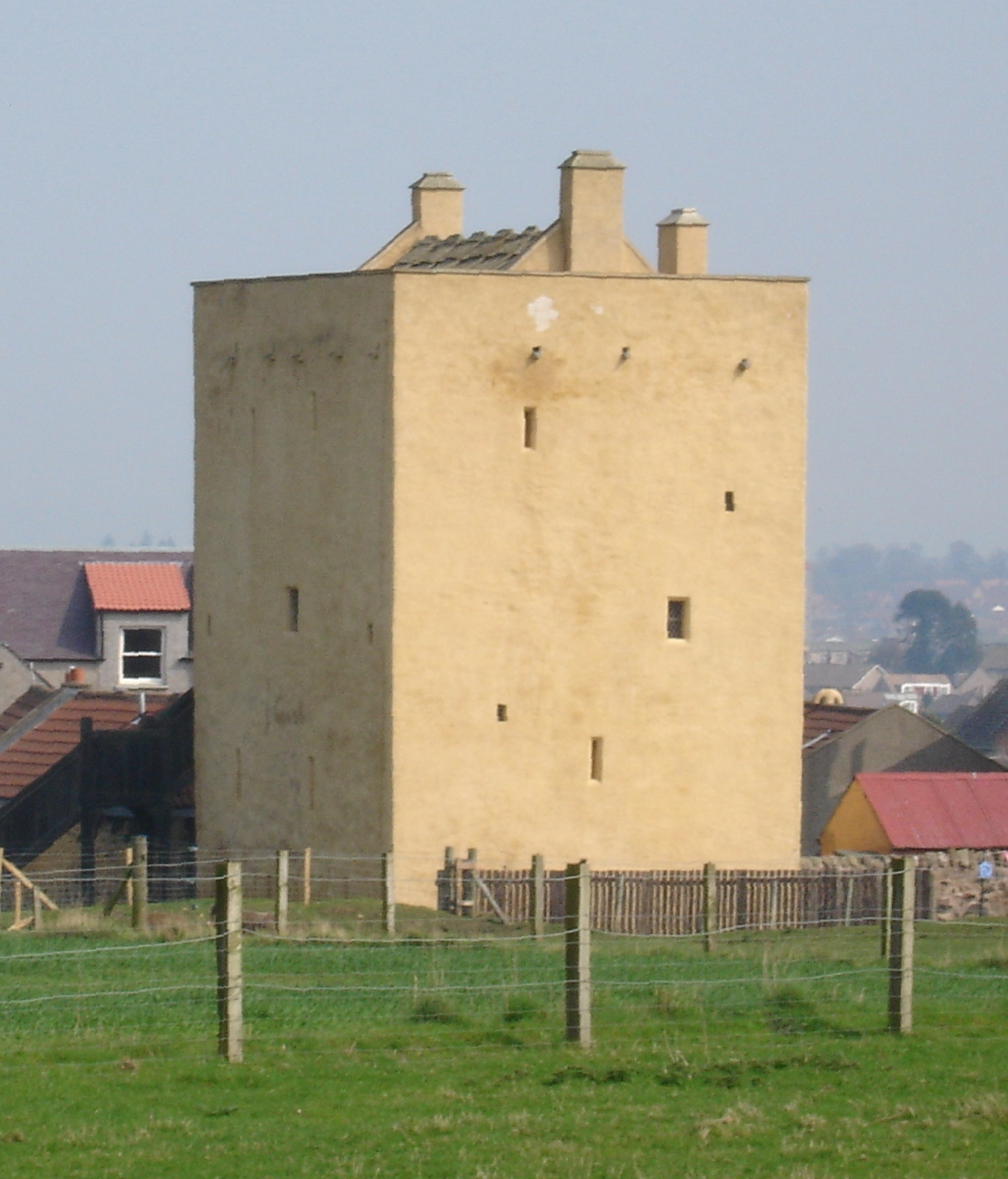
Torre de Liberton, Escócia.

A Torre de Liberton (em inglês:  Liberton Tower) é uma torre localizada em Liberton, Edimburgo, Escócia.
Encontra-se classificada na categoria "A" do "listed building" desde 14 de julho de 1966.